# Championnats d'Europe juniors d'athlétisme 1985
Navigation
1983 1987
Les 8es championnats d'Europe juniors d'athlétisme ont eu lieu du 22 au 25 août 1985 au Leichtathletikstadion de Cottbus, en Allemagne.

## Faits marquants
Ces championnats voient l'apparition d'une nouvelle épreuve féminine : le 5 000 m marche.

## Résultats

### Hommes
| Épreuves                      | Or                                                                         | Argent                                                                                | Bronze                                                                                               |
| ----------------------------- | -------------------------------------------------------------------------- | ------------------------------------------------------------------------------------- | --- |
| 100 m (Vent : +0,7 m/s)       | Elliot Bunney (GBR) 10 s 38                                                | Endre Havas (HUN) 10 s 40                                                             | John Regis (GBR) 10 s 51                                                                             |
| 200 m (Vent : +0,8 m/s)       | Ade Mafe (GBR) 20 s 54                                                     | Richard Ashby (GBR) 20 s 85                                                           | Endre Havas (HUN) 21 s 00                                                                            |
| 400 m                         | Roger Black (GBR) 45 s 36                                                  | Yan Krasnikov (URS) 46 s 31                                                           | Jacques Farraudière (FRA) 46 s 37                                                                    |
| 800 m                         | Ralph Schumann (GDR) 1 min 51 s 28                                         | Jussi Udelhoven (FRG) 1 min 51 s 96                                                   | Geir Søgnebotnen (NOR) 1 min 51 s 98                                                                 |
| 1 500 m                       | Mika Maaskola (FIN) 3 min 44 s 99                                          | Neil Horsfield (GBR) 3 min 45 s 39                                                    | Hauke Fuhlbrügge (GDR) 3 min 45 s 60                                                                 |
| 3 000 m                       | Nick O'Brien (IRL) 8 min 10 s 75                                           | Andrey Usachov (URS) 8 min 10 s 90                                                    | John Nuttall (GBR) 8 min 11 s 72                                                                     |
| 5 000 m                       | Paul Taylor (GBR) 14 min 12 s 45                                           | Volker Iwanowski (GDR) 14 min 14 s 83                                                 | José Manuel García (ESP) 14 min 17 s 87                                                              |
| 110 m haies (Vent : +1,8 m/s) | Jon Ridgeon (GBR) 13 s 46                                                  | Colin Jackson (GBR) 13 s 69                                                           | Fausto Frigerio (ITA) 14 s 10                                                                        |
| 400 m haies                   | Oleg Singatullin (URS) 50 s 64                                             | Klaus Ehrle (AUT) 50 s 99                                                             | Carsten Köhrbrück (FRG) 51 s 23                                                                      |
| 2 000 m steeple               | Nikolay Matyushenko (URS) 5 min 28 s 31                                    | Sándor Serfõzõ (HUN) 5 min 34 s 98                                                    | Marián Huncík (TCH) 5 min 35 s 83                                                                    |
| 4 × 100 m                     | Royaume-Uni Trevor McKenzie Elliot Bunney Richard Ashby John Regis 39 s 80 | Pologne Jacek Marlicki Andrzej Popa Jacek Konopka Marek Parjaszewski 40 s 18          | Union soviétique Vitaliy Savin Viktor Ivanov Sergey Klyonov Dmitriy Dontsov 40 s 32                  |
| 4 × 400 m                     | Royaume-Uni Mark Tyler John Rigg Ade Mafe Roger Black 3 min 7 s 18         | Allemagne de l'Ouest Bernd Müller Volker Höschele Edgar Itt Thomas Beblo 3 min 8 s 02 | Union soviétique Andrey Cherevchenko Sergey Dobrovolskiy Oleg Singatullin Yan Krasnikov 3 min 8 s 32 |
| 10 000 m marche               | Mikhail Shchennikov (URS) 42 min 0 s 63                                    | Daniel Plaza (ESP) 42 min 16 s 39                                                     | Giovanni De Benedictis (ITA) 42 min 56 s 80                                                          |
| Saut en longueur              | Volker Mai (GDR) 7,99 m                                                    | Marco Delonge (GDR) 7,96 m (w)                                                        | Emiel Mellaard (NED) 7,79 m                                                                          |
| Triple saut                   | Volker Mai (GDR) 16,83 m                                                   | Yuriy Gorbachenko (URS) 16,61 m                                                       | Piotr Weremczuk (POL) 16,21 m                                                                        |
| Saut en hauteur               | John Hill (GBR) 2,24 m                                                     | Róbert Ruffíni (TCH) 2,24 m                                                           | Georgi Dakov (BUL) Vladimir Kornienko (URS) 2,18 m                                                   |
| Saut à la perche              | Igor Trandenkov (URS) 5,45 m                                               | Grigoriy Yegorov (URS) 5,40 m                                                         | Mike Thiede (GDR) 5,30 m                                                                             |
| Lancer du poids               | Oliver-Sven Buder (GDR) 19,34 m                                            | Oleksandr Bahach (URS) 18,48 m                                                        | Maik Prollius (GDR) 18,09 m                                                                          |
| Lancer du disque              | Attila Horváth (HUN) 60,02 m                                               | Rüdiger Pudenz (GDR) 58,74 m                                                          | Vasiliy Kaptyukh (URS) 57,18 m                                                                       |
| Lancer du marteau             | Andrey Abduvaliyev (URS) 72,44 m                                           | Steffen Raschik (GDR) 68,82 m                                                         | Valentin Kirov (BUL) 66,16 m                                                                         |
| Lancer du javelot             | Andrey Maznichenko (URS) 79,92 m                                           | Gary Jenson (GBR) 75,68 m                                                             | Bogdan Patelka (POL) 75,68 m                                                                         |
| Décathlon                     | Thomas Fahner (GDR) 7 815 pts                                              | Igor Drobyshevskiy (URS) 7 633 pts                                                    | André Preysing (GDR) 7 476 pts                                                                       |

### Femmes
| Épreuves                      | Or | Argent                                                                                     | Bronze                                                                              |
| ----------------------------- | --- | ------------------------------------------------------------------------------------------ | ----------------------------------------------------------------------------------- |
| 100 m (Vent : +0,3 m/s)       | Kerstin Behrendt (GDR) 11 s 21                                                                        | Annarita Balzani (ITA) 11 s 60                                                             | Helen Miles (GBR) 11 s 63                                                           |
| 200 m (Vent : +0,3 m/s)       | Kerstin Behrendt (GDR) 23 s 21                                                                        | Louise Stuart (GBR) 23 s 83                                                                | Marina Krivosheina (URS) 23 s 94                                                    |
| 400 m                         | Olga Pesnopevtseva (URS) 53 s 37                                                                      | Nicole Leistenschneider (FRG) 53 s 47                                                      | Oksana Petrenko (URS) 53 s 93                                                       |
| 800 m                         | Maria Pintea (ROU) Gabriela Sedláková (TCH) 2 min 03 s 22                                             | -                                                                                          | Ellen Kiessling (GDR) 2 min 04 s 18                                                 |
| 1 500 m                       | Ana Padurean (ROU) 4 min 16 s 32                                                                      | Marie-Pierre Duros (FRA) 4 min 18 s 34                                                     | Tatyana Vokhmintseva (URS) 4 min 19 s 86                                            |
| 3 000 m                       | Cleopatra Palacian (ROU) 9 min 05 s 52                                                                | Christin Sørum (NOR) 9 min 07 s 54                                                         | Angela Madrakhimova (URS) 9 min 13 s 66                                             |
| 100 m haies (Vent : +2,0 m/s) | Monique Éwanjé-Épée (FRA) 13 s 10                                                                     | Heike Tillack (GDR) 13 s 24                                                                | Lidiya Okolo-Kulak (URS) 13 s 30                                                    |
| 400 m haies                   | Claudia Bartl (GDR) 56 s 22                                                                           | Zhivka Petkova (BUL) 56 s 50                                                               | Sabine Zwiener (FRG) 57 s 78                                                        |
| 4 × 100 m                     | Allemagne de l'Est Frauke Damberg Kerstin Behrendt Heike Tillack Claudia Schuster 44 s 30             | Union soviétique Irina Kot Tatyana Papilina Marina Krivosheina Lidiya Okolo-Kulak 44 s 49  | Royaume-Uni Helen Miles Georgina Oladapo Hayley Clements Louise Stuart 44 s 78      |
| 4 × 400 m                     | Allemagne de l'Ouest Silke Knoll Nicole Leistenschneider Andrea Jirousch Sabine Zwiener 3 min 32 s 67 | Allemagne de l'Est Susan Machmüller Susann Sieger Claudia Bartl Dagmar Stuhr 3 min 34 s 40 | Royaume-Uni Georgina Honley Lynne Robinson Dawn Flockhart Loreen Hall 3 min 35 s 10 |
| 5 000 m marche                | María Cruz Díaz (ESP) María Reyes Sobrino (ESP) 22 min 56 s 84                                        | -                                                                                          | Svetlana Kaburkina (URS) 23 min 03 s 45                                             |
| Saut en longueur              | Sofia Bozhanova (BUL) 6,68 m                                                                          | Silke Harms (FRG) 6,56 m                                                                   | Yelena Davydova (URS) 6,55 m                                                        |
| Saut en hauteur               | Natalya Golodnova (URS) 1,94 m                                                                        | Olga Turchak (URS) 1,91 m                                                                  | Svetlana Leseva (BUL) 1,88 m                                                        |
| Lancer du poids               | Bettina Libera (GDR) 18,76 m                                                                          | Ilke Wyludda (GDR) 18,11 m                                                                 | Stephanie Storp (FRG) 17,45 m                                                       |
| Lancer du disque              | Ilke Wyludda (GDR) 57,38 m                                                                            | Viktoriya Kochetkova (URS) 56,78 m                                                         | Larisa Korotkevich (URS) 56,62 m                                                    |
| Lancer du javelot             | Regine Kempter (GDR) 61,70 m                                                                          | Danica Živanov (YUG) 60,10 m                                                               | Ingrid Lammertsma (NED) 55,92 m                                                     |
| Heptathlon                    | Emilia Dimitrova (BUL) 6 079 pts                                                                      | Yelena Davydova (URS) 6 051 pts                                                            | Birgit Gautzsch (GDR) 5 852 pts                                                     |

## Tableau des médailles[1]
- Pays hôte

| Rang  | Nation               | Or | Argent | Bronze | Total |
| ----- | -------------------- | -- | ------ | ------ | ----- |
| 1     | Allemagne de l'Est   | 12 | 7      | 6      | 25    |
| 2     | Union soviétique     | 8  | 10     | 12     | 30    |
| 3     | Royaume-Uni          | 8  | 5      | 5      | 18    |
| 4     | Roumanie             | 3  | 0      | 0      | 3     |
| 5     | Bulgarie             | 2  | 1      | 3      | 6     |
| 6     | Espagne              | 2  | 1      | 1      | 4     |
| 7     | Allemagne de l'Ouest | 1  | 4      | 3      | 8     |
| 8     | Hongrie              | 1  | 2      | 1      | 4     |
| 9     | Tchécoslovaquie      | 1  | 1      | 1      | 3     |
| 9     | France               | 1  | 1      | 1      | 3     |
| 11    | Finlande             | 1  | 0      | 0      | 1     |
| 11    | Irlande              | 1  | 0      | 0      | 1     |
| 13    | Pologne              | 0  | 1      | 2      | 3     |
| 13    | Italie               | 0  | 1      | 2      | 3     |
| 15    | Norvège              | 0  | 1      | 1      | 2     |
| 16    | Autriche             | 0  | 1      | 0      | 1     |
| 16    | Yougoslavie          | 0  | 1      | 0      | 1     |
| 18    | Pays-Bas             | 0  | 0      | 2      | 2     |
| Total | Total                | 41 | 37     | 40     | 118   |